# Caragana pygmaea
Caragana pygmaea là một loài thực vật có hoa trong chi Caragana.

## Hình ảnh

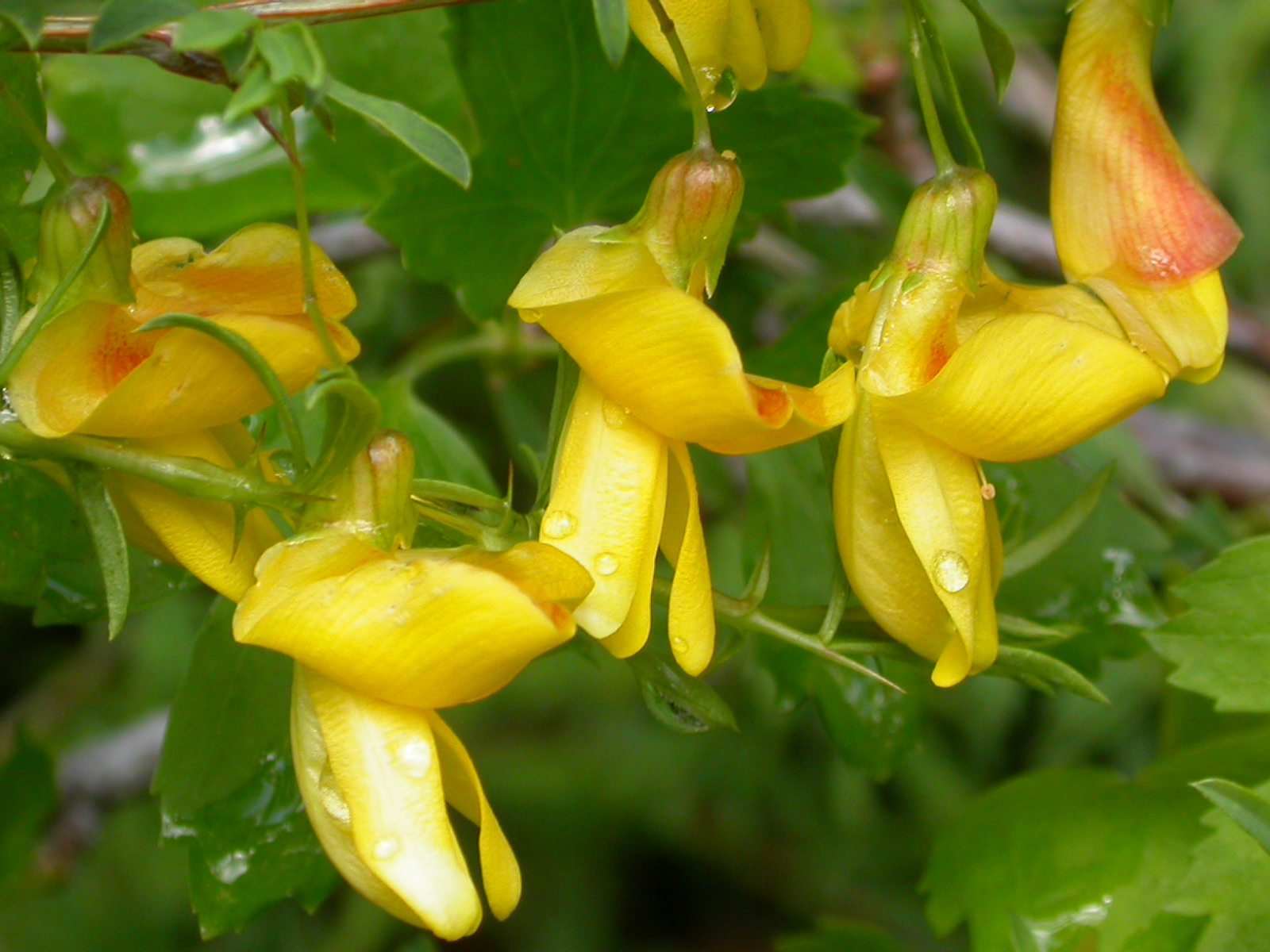
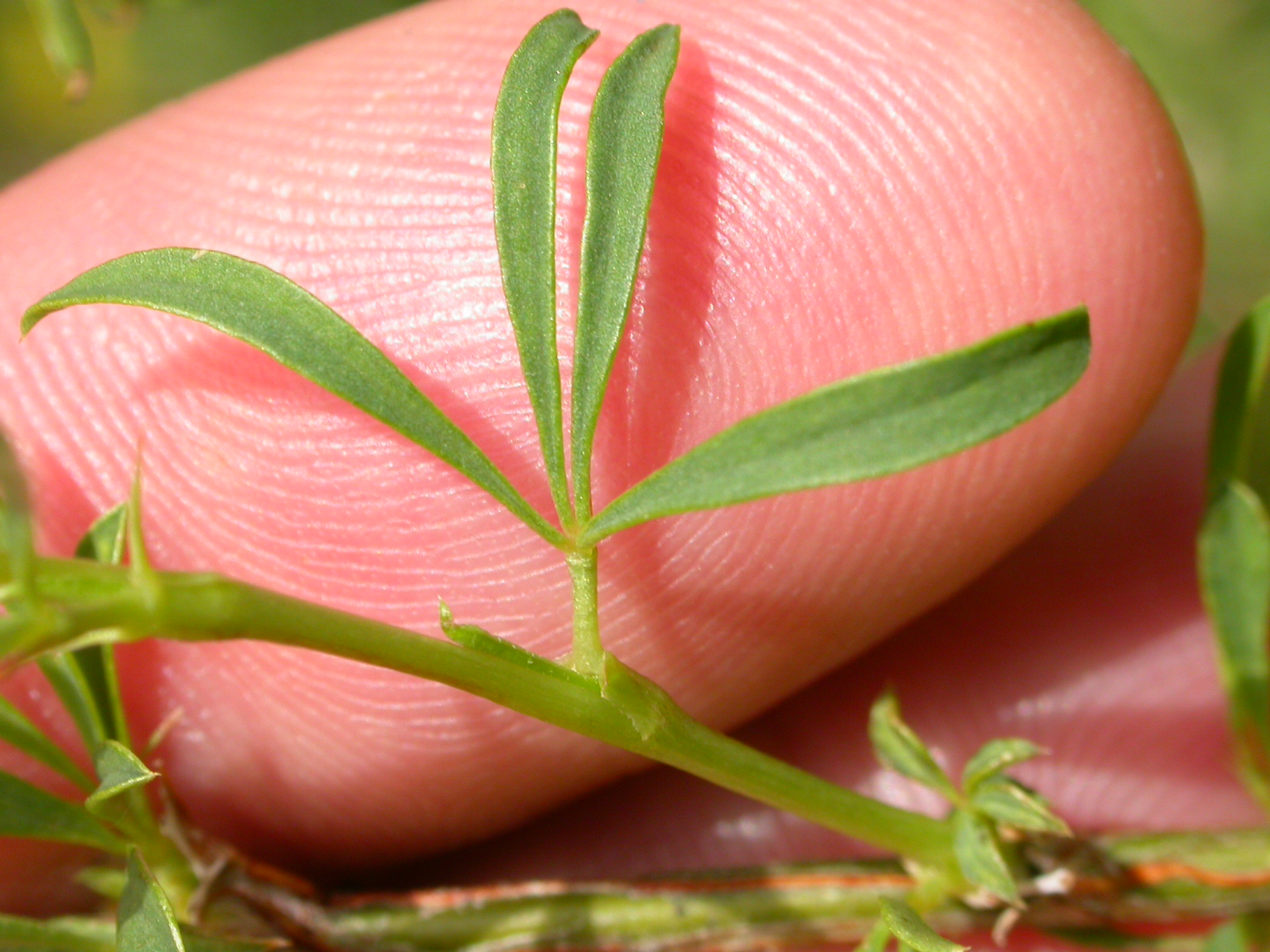
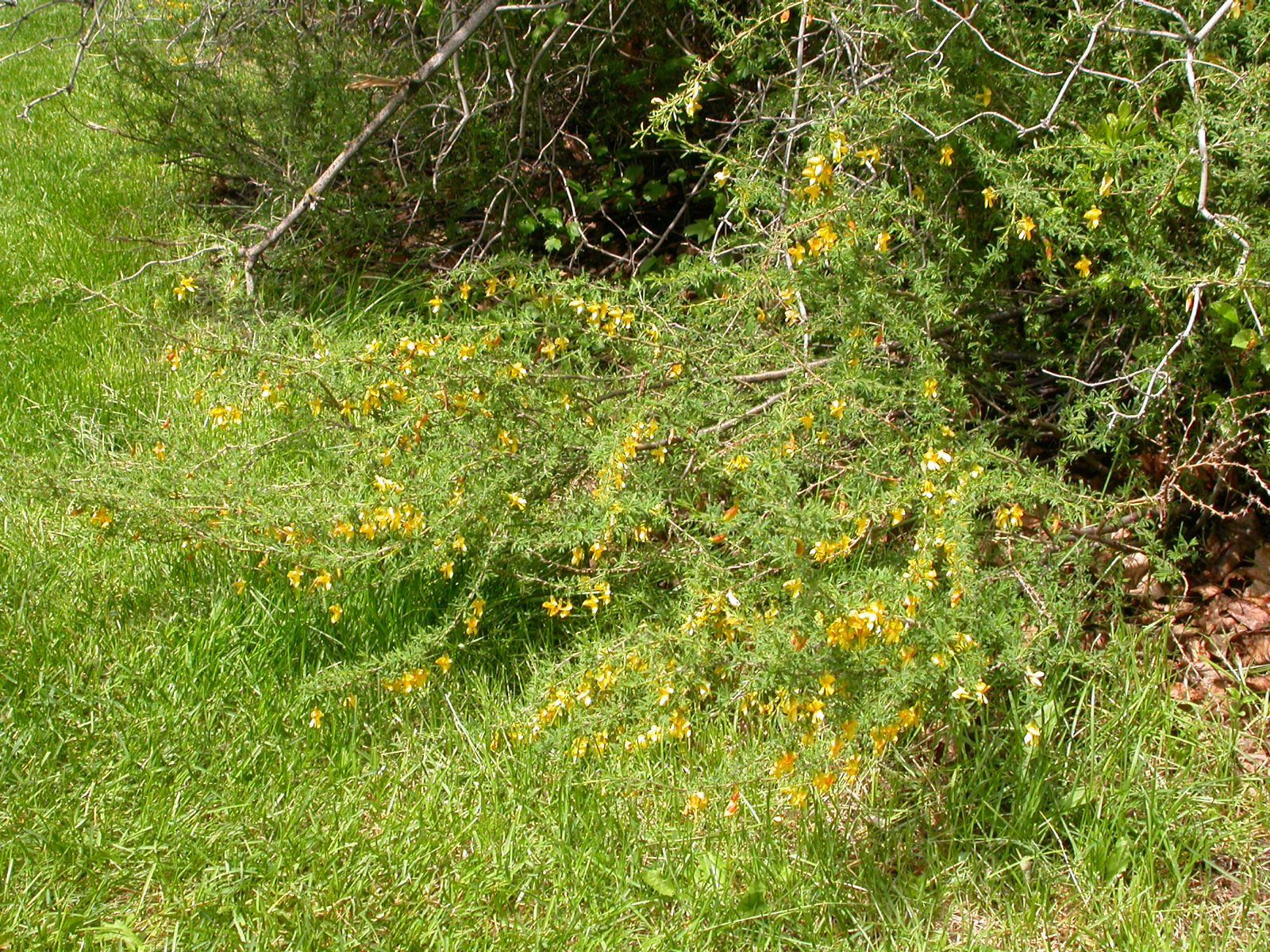
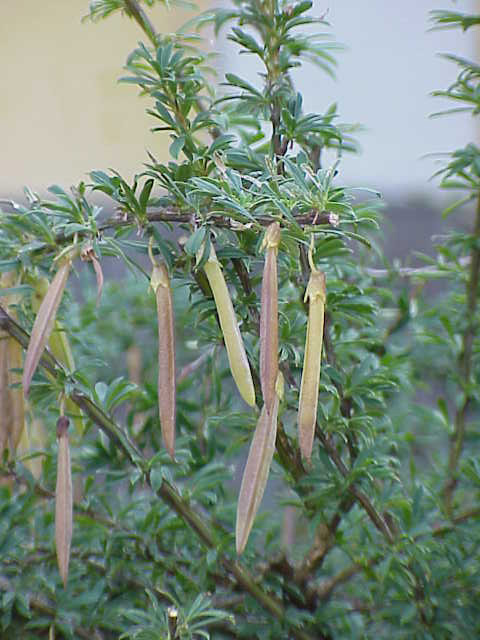